# Mistrzostwa Europy w Lekkoatletyce 1938 – maraton mężczyzn

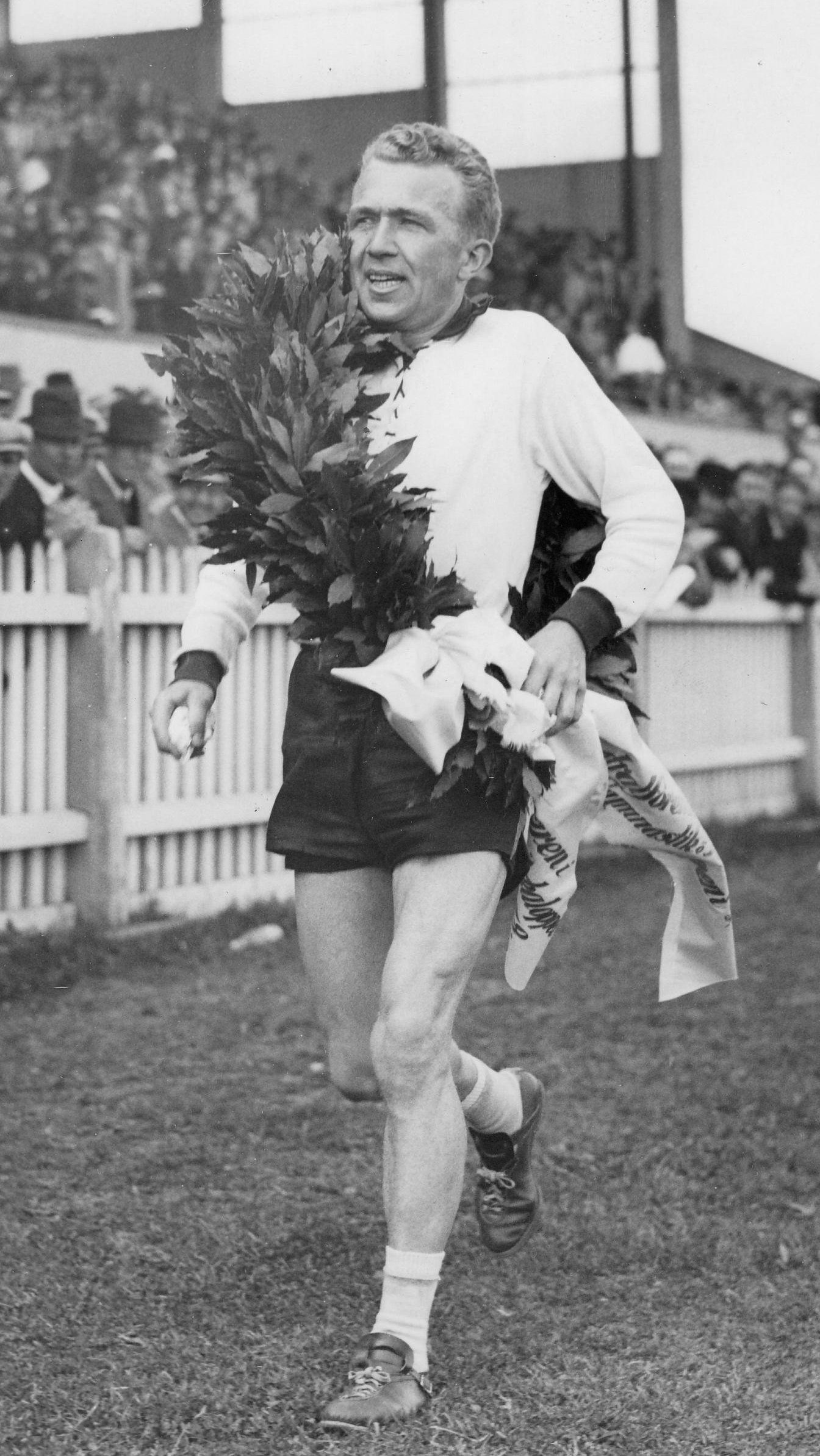
Henry Palmé (lata 30. XX wieku)

Bieg maratoński mężczyzn był jedną z konkurencji rozgrywanych podczas II Mistrzostw Europy w Paryżu. Bieg został rozegrany w niedzielę, 4 września 1938 roku. Zwycięzcą tej konkurencji został  Fin Väinö Muinonen. W rywalizacji wzięło udział szesnastu zawodników z dziewięciu reprezentacji.

## Wyniki
| Place | Athlete              | Time         |
| ----- | -------------------- | ------------ |
| 1     | Väinö Muinonen       | 2-37:28,8 CR |
| 2     | Squire Yarrow        | 2-39:03,0    |
| 3     | Henry Palmé          | 2-42:13,6    |
| 4     | Maurice Waltispurger | 2-44:28,0    |
| 5     | Erich Puch           | 2-45:08,0    |
| 6     | Eugen Bertsch        | 2-45:21,0    |
| 7     | Desire Leriche       | 2-48:21,6    |
| 8     | Umberto De Florentis | 2-49:29,6    |
| 9     | Giovanni Balbusse    | 2-50:40,4    |
| 10    | Felix Meskens        | 2-51:15,0    |
| 11    | Ernst Meier          | 2-54:28,0    |
| 12    | József Mucsi         | 3-03:14,6    |
| 13    | Francis O'Sullivan   | 3-05:06,4    |
| 14    | Jean Mutti           | 3-07:27,4    |
| -     | Robert Nevens        | DNF          |
| -     | Mauno Tarkiainen     | DNF          |